# Xavier Bosch i Sancho
Xavier Bosch i Sancho is een journalist, schrijver en tv-producent uit Barcelona die schrijft in het  Catalaans.
Hij werd op 21 juli 1967 in Barcelona in Catalonië geboren. Hij studeert informatiewetenschappen aan de Autonome Universiteit van Barcelona. Samen met Antoni Bassas begint hij zijn carrière als radioproducent met het humoristische programma Alguna pregunta més (1994-1997 - “Nog vragen?”) dat met de Ondas-prijs bekroond werd. In 2000 wordt hij directeur van de radiozender RAC 1. In april 2007 krijgt zijn programma El món a RAC 1 (“De wereld bij RAC 1”) de prijs voor het beste radioprogramma van de vereniging Ràdio Associació de Catalunya. Volgens het juryrapport was hij erin geslaagd “op heel korte tijd een hoge score in het luistertijdaandeel te behalen, {…] met een programma dat opvalt door nauwgezetheid en humor van niveau.”
Hij werkte onder meer als sportjournalist voor La Vanguardia en El Mundo Deportivo. Van 2007 tot 2008 was hij directeur van het dagblad Avui. Als schrijver debuteerde hij in 1992 met de Jo, el simolses. De trilogie met autobiografische elementen over de fictieve journalist Dani Santana, Se sabrà tot (2010), Homes d'honor (2012) en Euforia (2014) behoren tot zijn bekendste werken. In 2010 is hij een van de oprichters van de krant Ara, waarin hij een vaste column heeft. In zijn laatste roman Algú com tu (2015) slaat hij een voor hem nieuwe thema's aan: liefde, dood, plezier en enthousiasme.
Hij werkt tevens voor TV3, onder meer met het programma Un tomb per la vida (1993-94), het programma Aquest any, cent! over het eeuwfeest van de voetbalclub Barça en van 2009 tot 2013 als moderator voor het interviewprogramma Àgora.

## Werken
Romans en verhalen
- Jo, el simolses - Barcelona (1992) (verhalen)
- La màgia dels reis (1994)
- Estimat diari (1996)
- Vicis domèstics (1998) (verhalen)
- De trilogie met autobiografische elementen over de fictieve journalist Dani Santana:
  - Se sabrà tot (2010)
  - Homes d'honor (2012)
  - Eufòria (2014)
- Algú com tu (2015)
- Nosaltres dos (2017)
- Paraules que tu entendràs (2019)
- La dona de la seva vida (2021)

Theater
- El culékulé (1996)

## Prijzen
- 2009: Premi Sant Jordi de novel·la  voor Se sabrà tot [5][6]
- 2015: Premi Ramon Llull voor Algú com tu [7]

- Biblioteca Nacional de España: XX909105
- Bibliothèque nationale de France: cb162251874 (data)
- Catàleg d'autoritats de noms i títols de Catalunya: 981058511100206706
- Gemeinsame Normdatei: 1057246115
- International Standard Name Identifier: 0000 0000 8416 5144
- Library of Congress Control Number: n2012036841
- Nationale Bibliotheek van Tsjechië: jo2015888700
- Nationale Bibliotheek van Israël: 987007411807405171
- Nederlandse Thesaurus van Auteursnamen: 405471947
- Istituto Centrale per il Catalogo Unico: TO1V001910
- Système universitaire de documentation: 147981336
- Virtual International Authority File: 121241750
- WorldCat: E39PBJrrvmvfRygH9qQT7rBHG3